# تنبيغ (علم الوراثة)

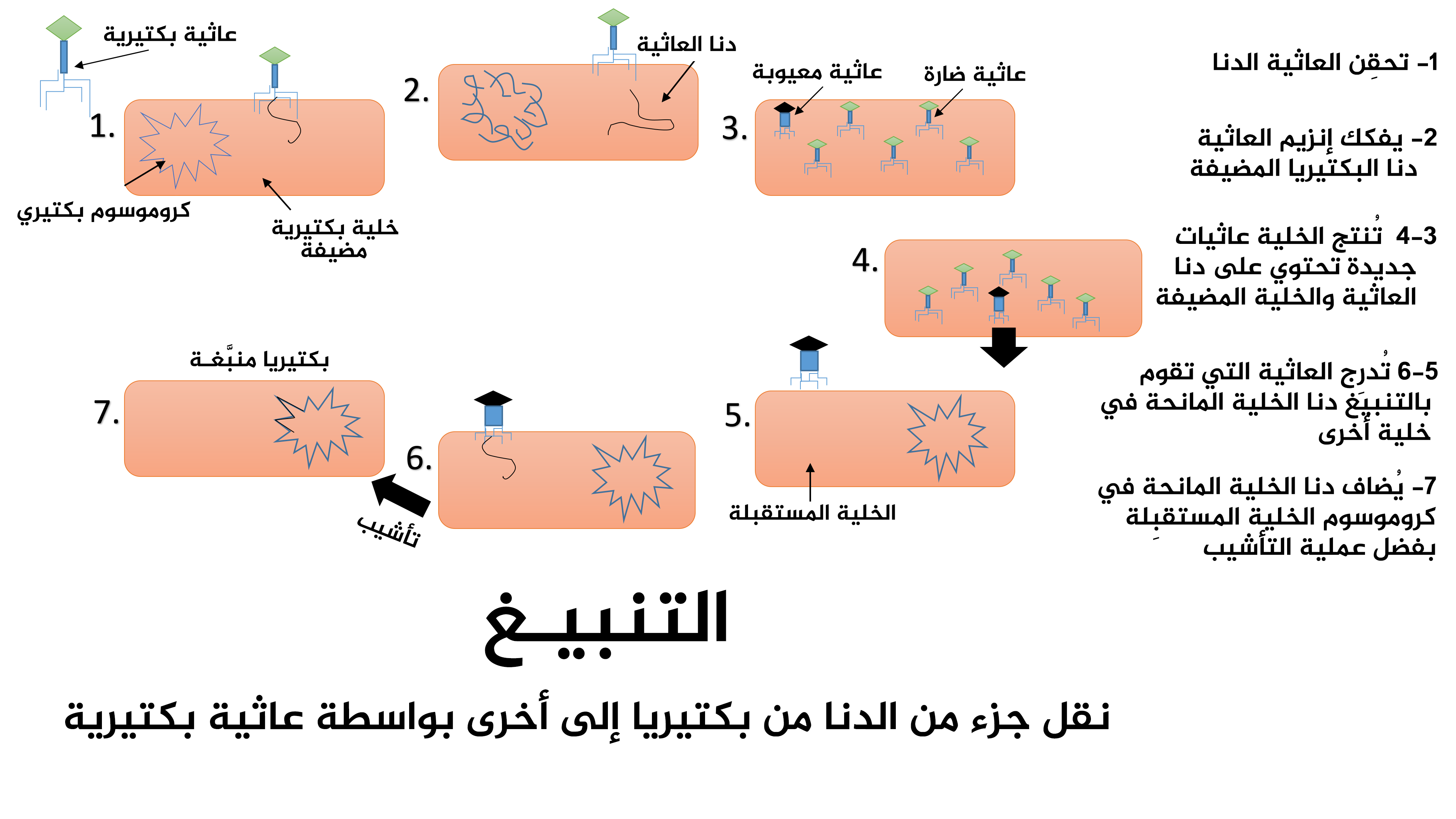
تنبيغ

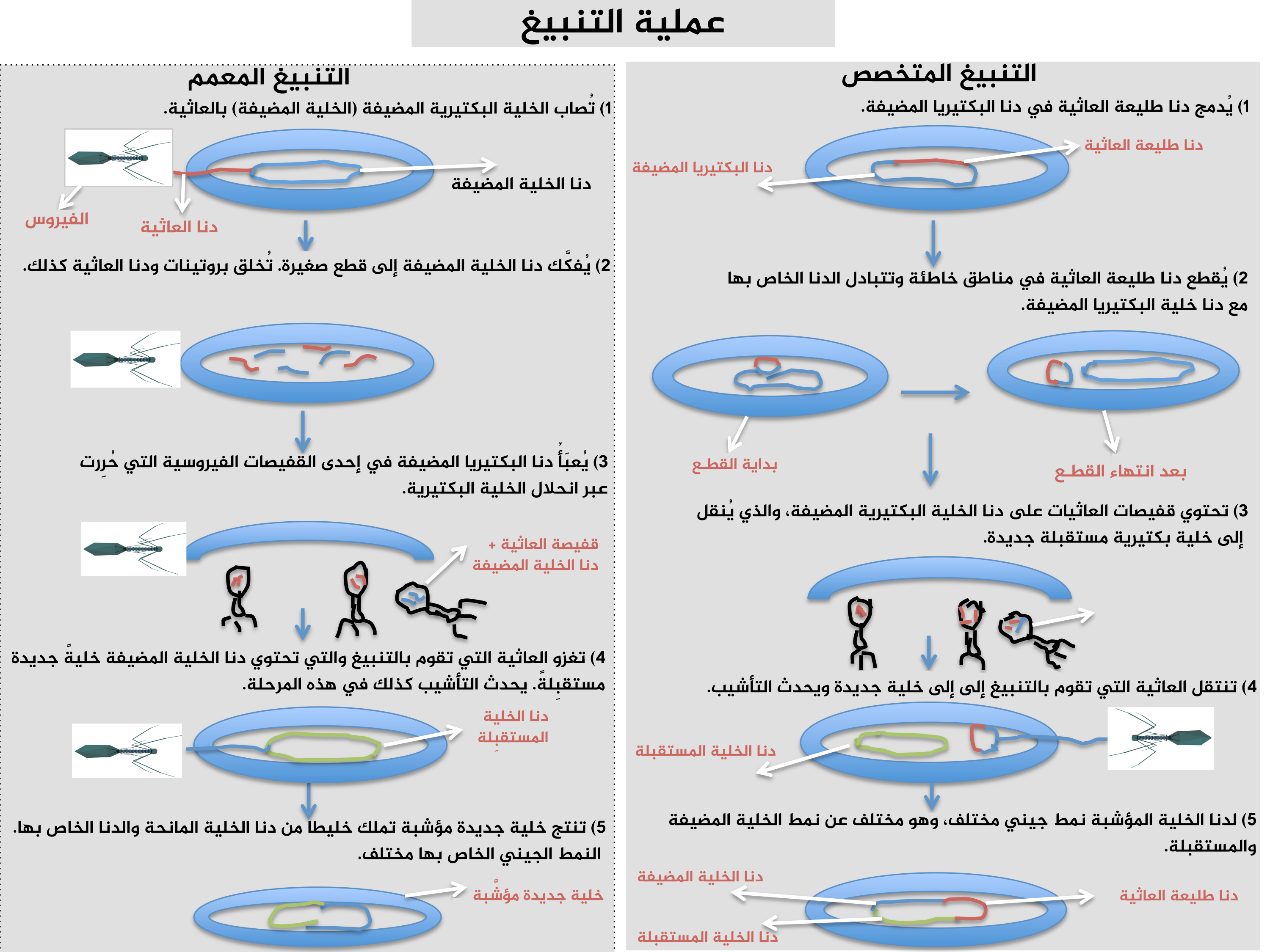
هذه صورة توضيحية للفرق بين التنبيغ المعمم، الذي هو عملية نقل أي جين بكتيري إلى بكتيريا ثانية من خلال الفاجّات والتنبيغ المخصص، الذي هو عملية نقل الجينات البكتيرية المحدَّدة إلى البكتيريا المتلقية. في حين أن النقل المعمم يمكن أن يحدث بشكل عشوائي وبسهولة أكثر ، يعتمد النقل المتخصص على موقع الجينات على الكروموسوم والاستئصال غير الصحيح لطليعة العاثية.

التّنبيغ أو التّحاس أو التحول الجيني (بالإنجليزية: Transduction)‏ هي العملية التي من خلالها يُدخَل الحمض النووي الريبوزي منقوص الأكسجين إلى خلية بواسطة فيروس أو ناقل فيروسي. مثال على ذلك النقل الفيروسي للحمض النووي الريبوزي منقوص الأكسجين من بكتيريا إلى أخرى، وبالتالي فهو مثال على نقل الجينات الأفقي. لا يتطلب التنبيغ الاتّصال الجسدي بين الخليّة التي تتبرع بالحمض النووي الريبوزي منقوص الأكسجين والخلية التي تتلقّاه (كما يحدث في الاقتران)، وهو مقاوم لأنزيم تكسير الحمض النووي الريبوزي منقوص الأكسجين (التحول عرضة للتَأثُّر بأنزيم تكسير الحمض النووي الريبوزي منقوص الأكسجين). التنبيغ وسيلة شائعة يستخدمها علماء الأحياء الجزيئيّة لإدخال جين أجنبي بشكل ثابت في جينوم الخلية المُضيفة (الخلايا البكتيرية والثديية على حدّ سواء).

## اكتشاف (التنبيغ البكتيري)
اكتَشَفَ نورتون زيندر وجوشوا ليدربيرغ التنبيغ في جامعة ويسكونسن ماديسون في عام 1952 في السّلمونيلا.

## التنبيغ في الدّورة المحلِّلة والدّورة الاندماجيّة
التنبيغ يحدث إما من خلال الدورة المحللة أو الدورة الاندماجية. عندما تصيب الفاجّات (الفيروسات التي تصيب البكتيريا) المحلِّلة الخلايا البكتيرية، فإنها تُسَخِّر آليّات التضاعف، النسخ، والترجمة في الخلية البكتيرية المُضيفة لإنتاج جُسيمات فيروسيّة جديدة. ثم تُحَرَّر جزيئات الفاجّ الجديد عن طريق تحلُّل المُضيف. في الدورة الاندماجية، يندمج كروموسوم الفاجّ في الكروموسوم البكتيري كطليعة عاثية, حيث يمكن أن يبقى خاملاً لفترات طويلة من الزمن. عند حَثّ طليعة العاثية(بواسطة الأشعة فوق البنفسجية على سبيل المثال), ينفصل جينوم الفاجّ عن الكروموسوم البكتيري وتبدأ الدورة المحلِّلة، والتي تبلُغ ذُروَتها في تحلّل الخلية وإطلاق جزيئات الفاجّ. يحدث التنبيغ المُعَمَّم في كلتا الدورتين خلال المرحلة المحللة(انظر أدناه)، بينما يحدث التنبيغ المخصَّص عندما تنفصل طليعة العاثية في الدورة الاندماجية(انظر أدناه).

## التنبيغ كطريقة لنقل المادة الوراثية

### التنبيغ بواسطة الفاجّات
دقة تَعبِأَة وتَغليف حمض الفاجّات النووي الريبوزي منقوص الأكسجين في قفيصة الفاجّ منخفضة. يُمكن تعبئة قطع صغيرة من حمض البكتيريا النووي الريبوزي منقوص الأكسجين في جسيمات الفاجّات. هناك طريقتان محتملتان للتنبيغ.

#### تنبيغ مُعَمَّم
يحدث التنبيغ المعمم عندما تُغَلَّف قطع عشوائيّة من الحمض النووي الريبوزي منقوص الأكسجين البكتيري في الفاجّ. يحدث ذلك عندما يكون الفاج في المرحلة المحلِّلة, في اللحظة التي يُعَبَّأ فيها الحمض النووي الريبوزي منقوص الأكسجين الفيروسي في رؤوس الفاجّات. إذا كان الفيروس يتضاعف باستخدام 'تعبئة الرأس'، فإنّه يحاول ملء الرأس بالمادة الوراثية. إذا لم يَملأ الجينوم الفيروسي الحيزّ, قد تَدمِج آليات التعبئة والتغليف الفيروسية المواد الوراثية البكتيرية في الجُسَيم الفيروسي الجديد. وبدلاً من ذلك, قد يحدث التنبيغ المعمَّم عن طريق إعادة التركيب الجيني. التنبيغ المعمَّم حَدَثٌ نادرٌ ويحدث في 1 من أصل 11000 فاجّ.
كبسولة الفيروس الجديدة التي تحتوي على جزء الحمض النووي الريبوزي منقوص الأكسجين البكتيري تصيب بعد ذلك خلية بكتيرية أخرى. عندما يُدرَج الحمض النووي الريبوزي منقوص الأكسجين البكتيري المُعبَّأ في الفيروس في الخلية المُتَلَقِّية، ثلاثة أشياء يمكن أن تحدُث لها:
1. يُعاد تدوير الحمض النووي الريبوزي منقوص الأكسجين لأجزاء احتياطية.
2. إذا كان الحمض النووي الريبوزي منقوص الأكسجين في الأصل بلازميد، فيُعاد تدويره داخل الخلية الجديدة ويصبح بلازميد مرة أخرى.
3. إذا تطابق الحمض النووي الريبوزي منقوص الأكسجين الجديد مع منطقة متجانسة من كروموسوم الخلية المُتَلقية، فإنّه سيتبادل مادة الحمض النووي على غِرار ما يحدث في إعادة التّركيب الجيني البكتيري.

#### تنبيغ مخصص
التنبيغ المُخَصَّص هو العملية التي تُنقَل من خلالها مجموعة مُحَدَّدة من الجينات البكتيرية إلى بكتيريا أخرى. الجينات المَنقولة (الجينات المانِحَة) تُحيط بالجانب حيث تقع طليعة العاثية على الكروموسوم. التنبيغ المخصص يحدث عندما تُستَأصَل طليعة العاثية بشكل غير دقيق من الكروموسوم بحيث تصبح الجينات البكتيرية المجاورة لها مُتَضَمَّنة في الحمض النووي الريبوزي منقوص الأكسجين المُستَأصَل. ثم يُعَبَّأ الحمض النووي الريبوزي منقوص الأكسجين المُستَأصَل في جسيم فيروس جديد، والذي بدوره يوصِلُه إلى بكتيريا جديدة. هنا، يمكن إدخال الجينات المانِحة في الكروموسوم المُتَلَقِّي أو تبقى في السيتوبلازم، اعتماداً على طبيعة الفاجّ.
عندما تُصيب مواد الفاجات المُغلفة جزئياً خلية أخرى وتُصبح طليعة عاثية، يُطلَق على حمض طليعة العاثية النووي الريبوزي منقوص الأكسجين المُرَمَّز جزئياً «متغاير الجينوت».
من الأمثلة على التنبيغ المخصَّص عاثية لامدا في البكتيريا الإشريكية القولونية.

#### تنبيغ جانبي
التنبيغ الجانبي هو العملية التي تُنقَل من خلالها أجزاء طويلة جداً من الحمض النووي الريبوزي منقوص الأكسجين البكتيري إلى بكتيريا أخرى. حتى الآن، وُصِفَ هذا الشكل من التنبيغ فقط في المكوَّرات العنقودية الذهبية، ولكنه يمكن أن ينقل جينات أكثر وبتكرار أعلى من التنبيغ المعمم والمخصص. في التنبيغ الجانبي، طليعة العاثية تبدأ تَضاعُفها قبل الاستئصال في عملية تؤدي إلى تضاعف الحمض النووي الريبوزي منقوص الأكسجين البكتيري المجاور. عند استئصال الحمض النووي الريبوزي منقوص الأكسجين المتضاعِف من الكروموسوم، يمكن تعبئة الجينات البكتيرية الموجودة حتى عدة كيلوباسات من الفاجّ في جزيئات فيروس جديدة لنَقلِها إلى سلالات بكتيرية جديدة. إذا كانت المادة الوراثية المنقولة توفر الحمض النووي الريبوزي منقوص الأكسجين الكافي لإعادة التركيب الجيني المُتَماثِل، تدخل المادة الوراثية في الكروموسوم المُتَلَقِّي.

### تنبيغ الخلايا الثديية بواسطة الناقلات الفيروسية
يمكن استخدام التنبيغ بواسطة النواقل الفيروسية لإدخال أو تعديل الجينات في خلايا الثدييات. وغالباً ما يُستخدم كأداة في البحوث الأساسية، وتجري عليه البحوث بنشاط كوسيلة مُحتَمَلة للعلاج الجيني.  

#### الطريقة
في هذه الحالات، يُبنى البلازميد بحيث تُحاط الجينات المُراد نقلها بواسطة سلاسل فيروسية تستخدمها البروتينات الفيروسية للتعرف على الجينوم الفيروسي وتعبئته في جزيئات فيروسية. يُدخَل هذا البلازميد (عادةً عن طريق التّعداء) في خلية مُنتِجَة جنباً إلى جنب مع البلازميدات الأخرى (تركيبات الحمض النووي الريبوزي منقوص الأكسجين) التي تَحمِل الجينات الفيروسية اللازمة لتشكيل الفيروسات المُعدِيَة. في هذه الخلايا المُنتِجَة، ترتبط البروتينات الفيروسية المُعَبَّر عنها بهذه التركيبات المتسلسلة بالتسلسلات على الحمض النووي الريبوزي منقوص الأكسجين والحمض النووي الريبوزي (اعتماداً على نوع الناقل الفيروسي) لِتُنقَل وتَدخُل في الجسيمات الفيروسية. من أجل السلامة، لا يحتوي أي من البلازميدات المُستَخدَمة على جميع التسلسلات المطلوبة لتشكيل الفيروس، لذا يلزم نقل عدة بلازميدات في الوقت نفسه للحصول على الفيروسات المُعدية. علاوةً على ذلك، فإن البلازميد الذي يَحمِل التسلسلات المُراد نَقلُها فقط مَن يحتوي على إشارات تَسمح بتعبئة المواد الوراثية في الجسيمات الفيروسية، حيث لا يتم تعبئة أي من الجينات التي تُشَفِّر البروتينات الفيروسية. ثم تُسَلَّط الفيروسات التي جُمِعَت من هذه الخلايا على الخلايا المُراد تغييرها. وتحاكي المراحل الأوليّة لهذه العدوى العدوى بالفيروسات الطبيعية وتؤدي إلى التَّعبير عن الجينات المَنقولة و(في حالة ناقلات الفيروس البطيئ/والفيروس القهقري) إدراج الحمض النووي الريبوزي منقوص الأكسجين المُراد نقله إلى الجينوم الخلوي. ومع ذلك، بما أن المادة الوراثية المنقولة لا تُشَفِّر أياً من الجينات الفيروسية، فإن هذه العدوى لا تُوَلِّد فيروسات جديدة (الفيروسات «ناقصة التكرار»).
استُخدِمَت بعض المحَسِّنات لتحسين كفاءة التنبيغ كالبوليبرين، وكبريتات البروتامين، والرترونكتين، وثنائي إيثيل أمينو إيثيل الدكستران.

## تطبيقات طبية
العلاج الجيني: تصحيح الأمراض الوراثية عن طريق التعديل المباشر للأخطاء الوراثية.

## روابط خارجية
- Genetic+Transduction في المكتبة الوطنية الأمريكية للطب نظام فهرسة المواضيع الطبية (MeSH).

- Overview at ncbi.nlm.nih.gov
- http://www.med.umich.edu/vcore/protocols/RetroviralCellScreenInfection13FEB2006.pdf (transduction protocol)
- Generalized and Specialized transduction at sdsu.edu